# Papagayos
Papagayos es una localidad del Departamento Chacabuco, provincia de San Luis, Argentina, ubicada al noreste de la provincia. 
De todos los pueblos que están a los pies de la sierras de Comechingones, se destaca por su particular paisaje de palmeras caranday. 
Limita con Villa Larca al norte, Tilisarao al oeste, Villa del Carmen al sur y al este con la provincia de Córdoba.

## Historia
El origen oficial de la localidad se remonta a 1964, año en que la ley provincial 3114 establece el Comisionado municipal de Papagayos, separando al pueblo de Villa Larca,
Sin embargo, Papagayos ya era conocida desde mucho antes y hay menciones en una grabación del Archivo General de la Nación de 1960 que lo describen como "un extraño lugar llamado Papagayos, en la exótica presencia de sus bosques de palmeras haciendo contrapunto con la cercana montaña empieza a notarse esa placidez fecunda...".

## Geografía
Su clima es mayormente seco con escasas precipitaciones al año (700 mm/año).

### Población
Contó con 433 habitantes (Indec, 2010), lo que representó un incremento del 57% frente a los 275 habitantes (Indec, 2001) del censo anterior.
Según el censo 2022 la población total de la Comisión municipal fue de 665 personas. En tanto, el número de viviendas registradas fue de 275.
| Gráfica de evolución demográfica de Papagayos entre 1970 y 2022 |
|                                                                 |
| Fuente: Censos nacionales del INDEC                             |

### Flora
Abundan en las laderas serranas palmares de  palmera caranday (llamada en la zona "coco" aunque no produzca cocos), algarrobos criollos (Prosopis alba y Prosopis nigra), chañar, piquillín y jarilla, como especies autóctonas.

### Fauna
Puma (muy diezmado desde la segunda mitad del recién pasado siglo XX), zorro gris, vizcacha, comadreja, pecarí, liebre, perdiz, gato montés, zorrino, sacha cabra (o cabra salvaje), cóndor andino, zorzal, rey del bosque, calandria, reina mora de siete colores, águila mora etc. (el yaguar fue exterminado hacia fines del siglo XIX).

## Turismo

### Proyecto deparque nacional Papagayos
Desde los 1950 existe el proyecto de crear un parque nacional en las zonas rurales no desmontadas adyacentes a la localidad de Papagayos y en gran parte de la frontera entre las provincias de Córdoba y San Luis en la sierra de Comechingones, tal parque nacional se ha propuesto lleve el nombre de Papagayos y proteja especialmente a los densos palmares (bosques de palmeras) caranday (palmera llamada en la zona "coco" pese a no dar cocos) que todavía en el 2011 abundan en las cercanías de la localidad sanluiseña de Papagayos.

## Galería de Imágenes

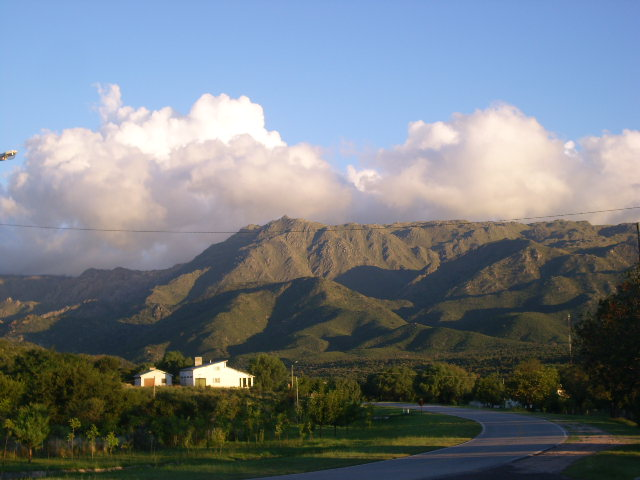
Atardecer de la sierra.
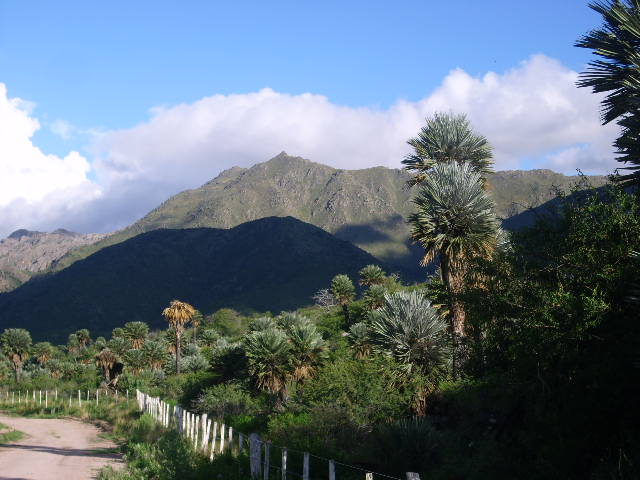
Paisaje con el Cerro Negro.
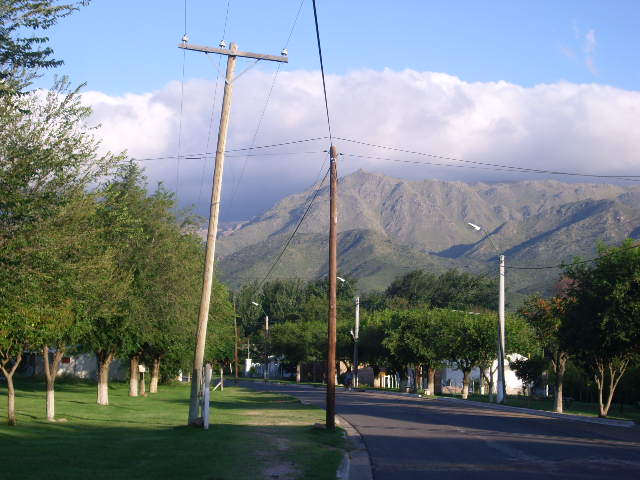
Pueblo.
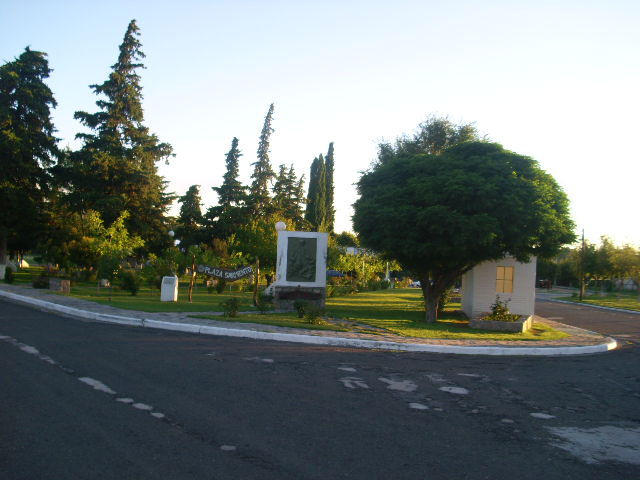
Plaza Sarmiento.
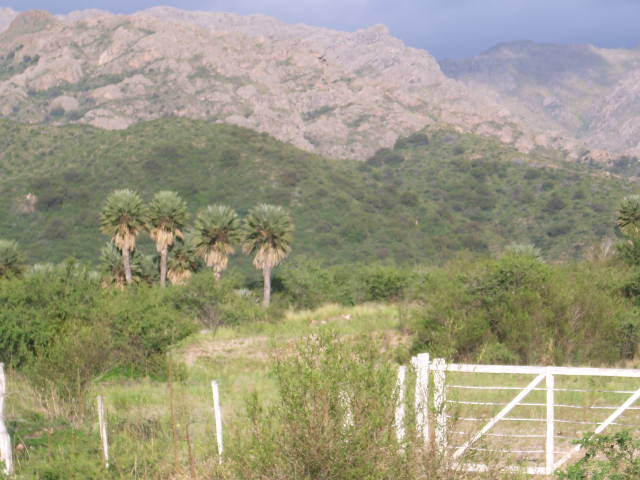
4 vigías.
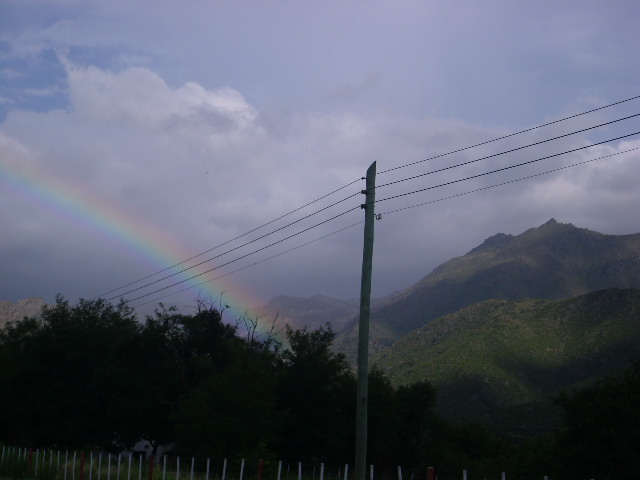
Cerro Negro con visitante.
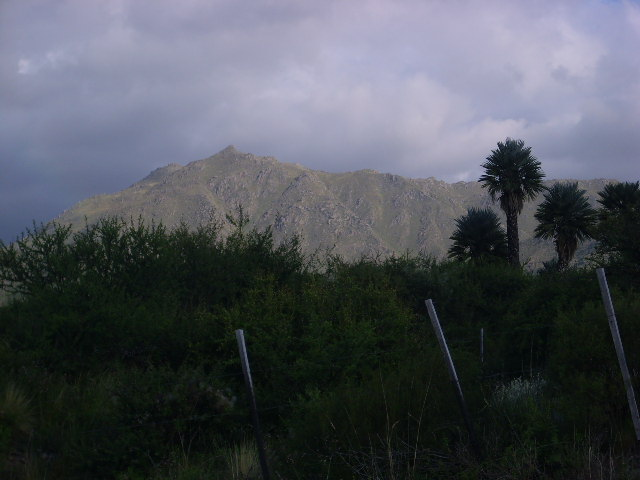
Cerro Negro.
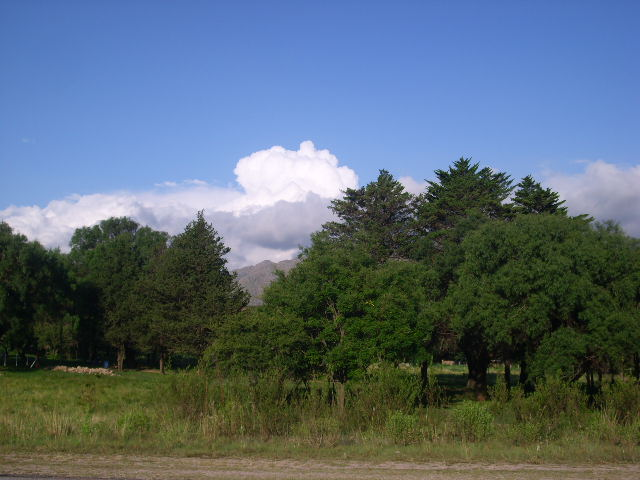
Paisaje.
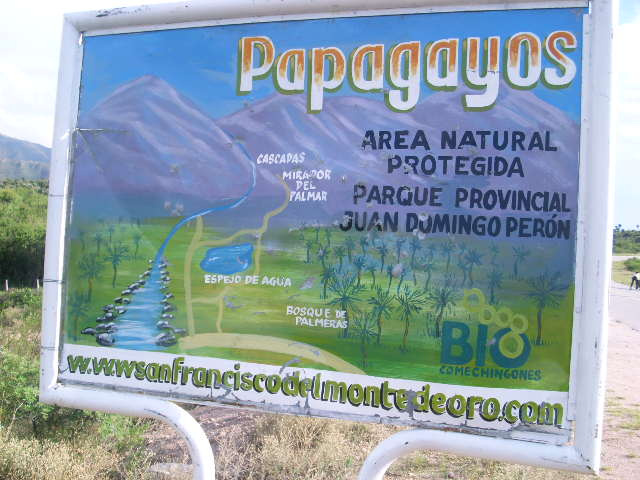
Área protegida.
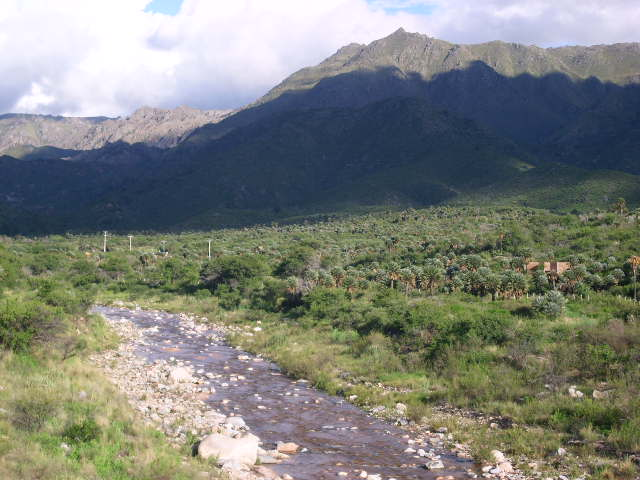
Arroyo Papagayos.
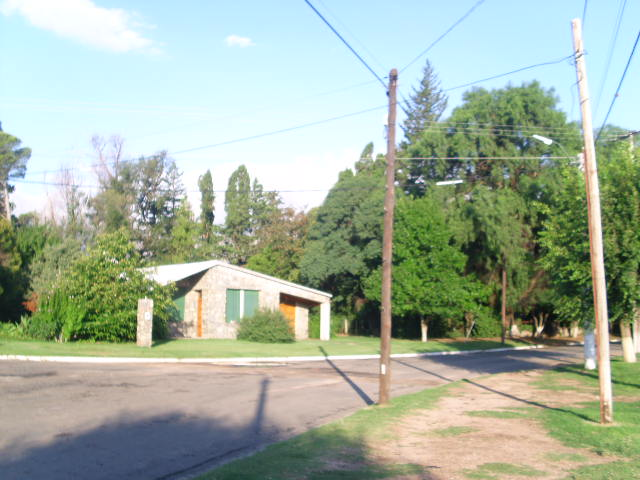
Casa de piedra.
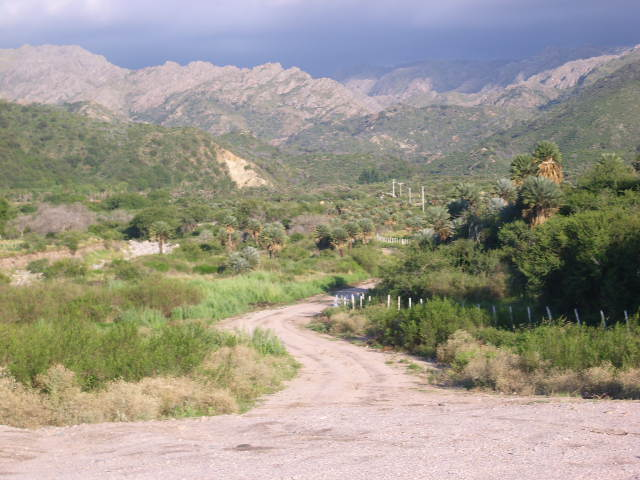
Hacia el río.
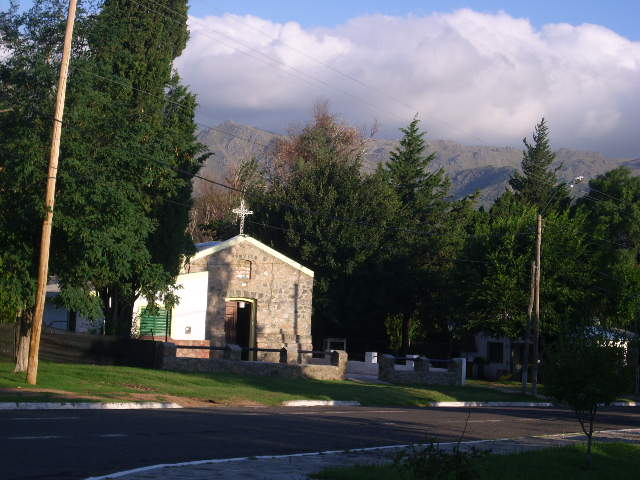
Iglesia San Pedro.
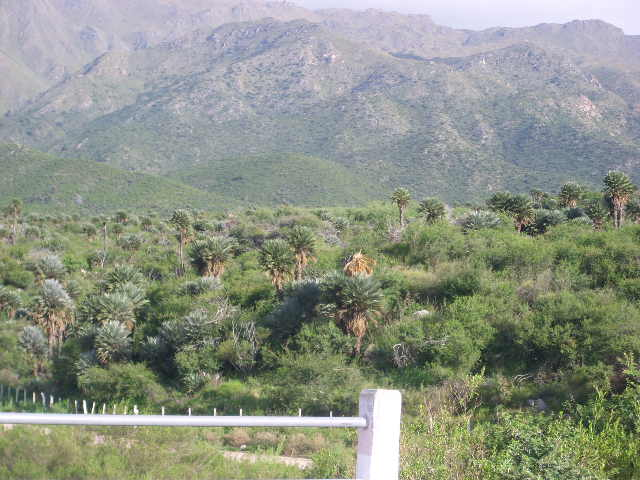
Palmeras caranday.
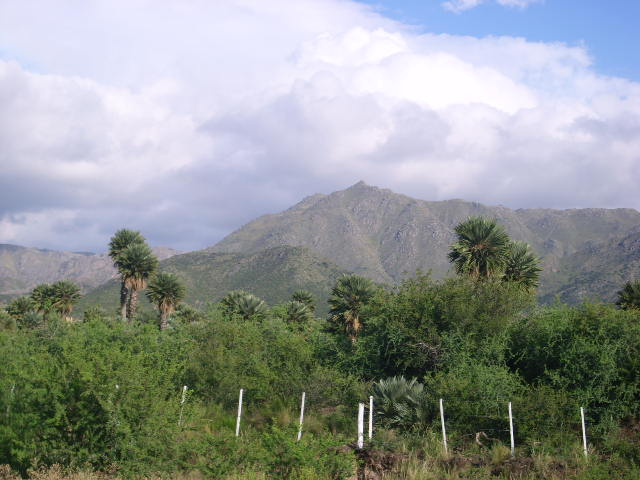
Camino del río.
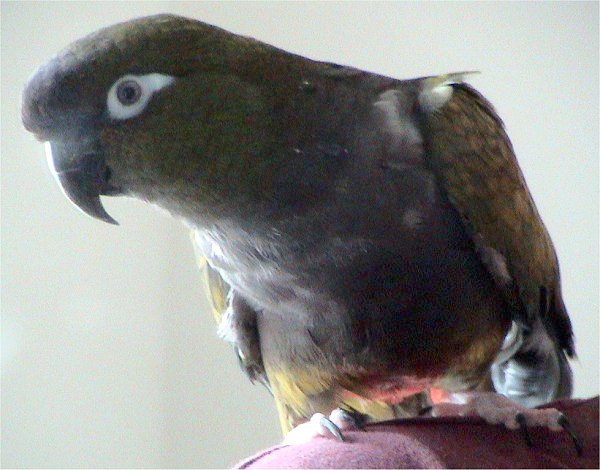
Loro barranquero, especie típica.

- Datos: Q7132383
- Multimedia: Papagayos / Q7132383